# Jan Michał Szymanowski

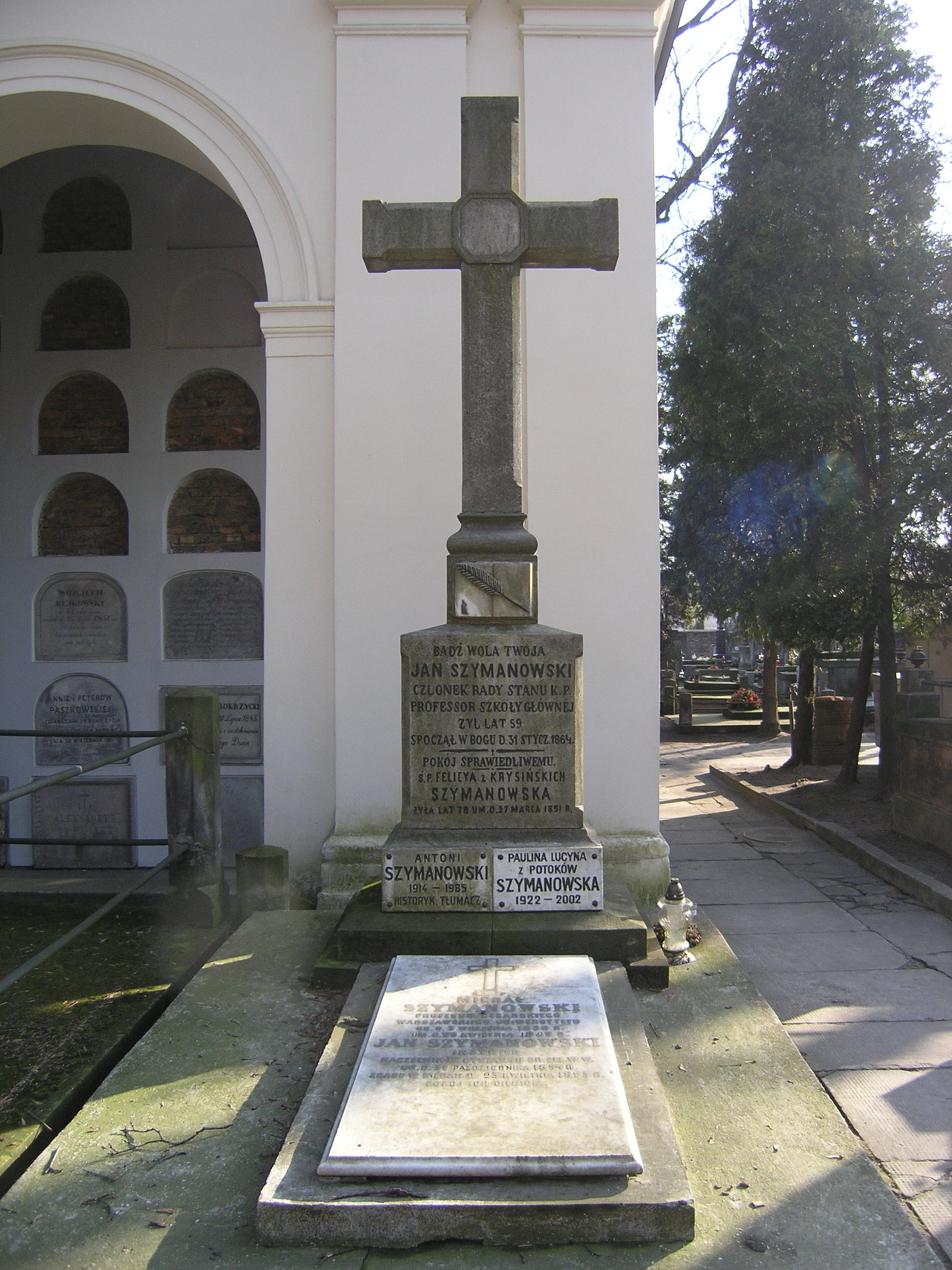
Grób Jana Szymanowskiego na Starych Powązkach w Warszawie (stan na marzec 2012)

Jan Michał Szymanowski (ur. 1805, zm. 12 lutego 1864 w Warszawie) – polski prawnik, prokurator, urzędnik Królestwa Polskiego.

## Życiorys
Urodził się w rodzinie Michała ochrzczonego frankisty i Ewy z d. Zielińskiej w 1805 w Warszawie. Po ukończeniu nauki w liceum wstąpił do Królewskiego Uniwersytetu Warszawskiego i w 1826 uzyskał stopień magistra prawa. 
W 1829 podjął pracę w jednym z wydziałów Komisji Wojewódzkiej Mazowieckiej. W 1832 został asesorem w Sądzie Policji Poprawczej w Warszawie a w dwa lata później był zastępcą asesora w Sądzie Kryminalnym. Pełnił obowiązki w Trybunale Cywilnym, Sądzie Apelacyjnym oraz w IX Departamencie Senatu.
W 1862 powołany został na czasowego członka III Rady Stanu. Na kilka miesięcy przez śmiercią został profesorem prawa handlowego i procedury sądowej w Szkole Głównej Warszawskiej.
Żonaty był z Felicją z d. Krysińska h. Leliwa z którą miał córkę Teklę i dwóch synów Franciszka i Aleksandra Kacpra.
Zmarł 12 lutego 1864 w Warszawie i pochowany został na cmentarzu Powązkowskim (aleja katakumbowa, grób 173/174).

## Publikacje
Wydane pośmiertnie:
- "Wykład kodeksu postępowania cywilnego" Warszawa 1866-1867,
- "Wykład kodeksu handlowego" Warszawa 1866.